# Rzeka bez powrotu

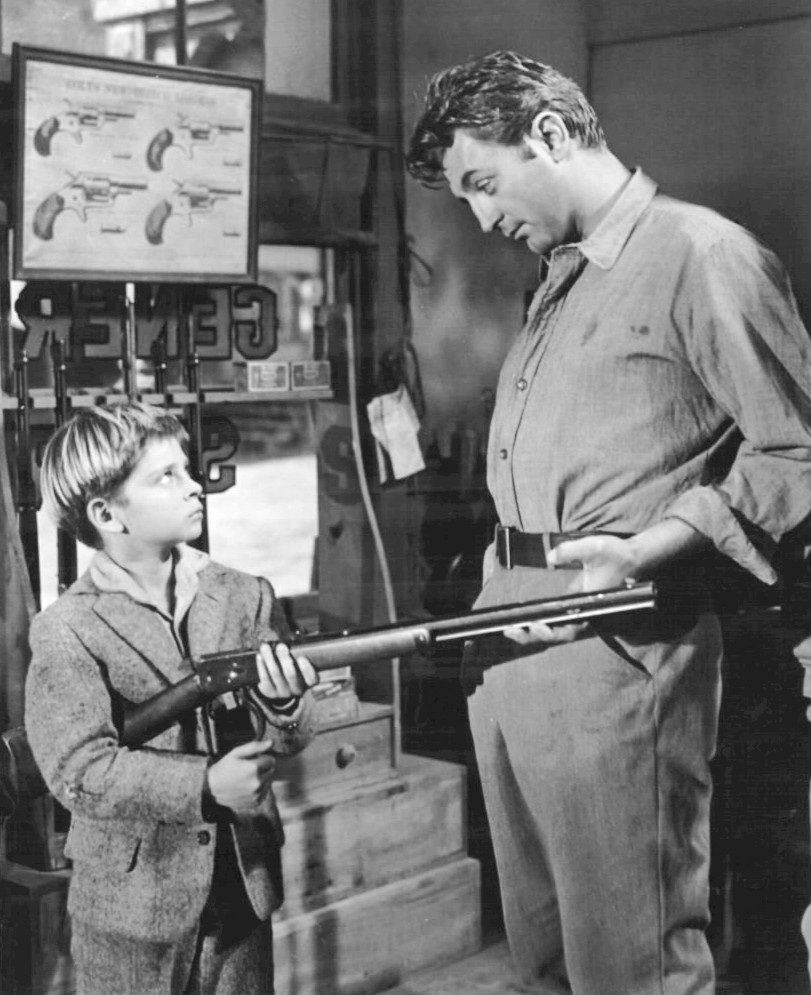
Robert Mitchum (po prawej) i Tommy Rettig w filmie Rzeka bez powrotu

Rzeka bez powrotu (ang. River of No Return) – western amerykański z 1954 w reżyserii Ottona Premingera.

## Obsada
- Marilyn Monroe jako Kay (piosenkarka z podrzędnego lokalu w obozie poszukiwaczy złota)
- Robert Mitchum jako Matt Calder (farmer, który wyszedł niedawno z więzienia)
- Rory Calhoun jako Harry (szuler, były kochanek Kay)
- Tommy Rettig jako Mark Calder (9-letni syn Matta)
- Edmund Cobb jako Fryzjer

## Fabuła
Farmer Matt Calder przyjeżdża do obozu poszukiwaczy złota aby zabrać syna, którego nie widział od lat. Na dowód, że jest jego ojcem pokazuje synowi zdjęcie zmarłej matki. Syn chce się pożegnać z opiekującą się nim w obozie piosenkarką Kay. Kay ma pretensję do Matta, że pozwolił aby syn znalazł się w obozie, wśród podejrzanych ludzi. Matt chce wynagrodzić Kate opiekę, ale ona odmawia przyjęcia pieniędzy. Matt z synem wyjeżdżają do niewielkiej farmy nad wartką rzeką. Tymczasem u Kay zjawia się Harry, jej były kochanek. Mówi, że wygrał prawa do działki ze złotem. Musi te prawa zgłosić do urzędu w mieście przed innymi. Obiecuje ożenić się z Kate. Nie ma pieniędzy na dotarcie do miasta, a w obozie nie ma konia na sprzedaż. Kay domyśla się, że wygrana nie była całkiem uczciwa, ale Harry nie jest jej obojętny. Ostatecznie Harry zabiera jej pieniądze i wyrusza z nią tratwą. Nie zdaje sobie sprawy z tego, że rzeka nie nadaje się do żeglugi z uwagi na wartkie odcinki ze skalnymi progami. Na taki odcinek wpadają, przepływając obok farmy Matta. Z niebezpieczeństwa ratuje ich Matt, rzucając im linę i przyholowując do brzegu. Dobytek Kate porywa woda. Zostają jej tylko czerwone buty noszone podczas występów. Gdy Harry dowiaduje się, że droga wodą jest niebezpieczna, podstępem zabiera Mattowi konia i strzelbę i podąża dalej do miasta. Matt z synem i Kay zostają bez broni na łasce Indian i bandytów. Widząc zbliżających się Indian, uciekają na tratwie. Indianie popalają dom Matta i ostrzeliwują tratwę z łuków. Ranią chłopca. Uciekinierzy zatrzymują się na nocleg. Kay opatruje chłopca i zbiera jagody aby go nakarmić. Obawiając się, że Matt zemści się na Harrym jak dotrze do miasta, Kay chce puścić tratwę z prądem rzeki. Matt uniemożliwia jej to. Dochodzi do kłótni podczas której Matt nazywa Kay kretynką, nie zdającą sobie sprawy, że bez tratwy ich wszystkich zabiją. Kay broni Harry’ego i wypomina Mattowi jego własną przeszłość. Okazuje się, że Matt zabił człowieka strzelając mu w plecy. Słyszy to jego syn, który głęboko to przeżywa. Wypływają w dalszy rejs, podczas którego Kay mdleje z wycieńczenia i głodu. Dobijają do brzegu, znajdują jaskinię, gdzie Kay może ogrzać się i wypocząć. Matt masuje Kay. Kay jest przykro za poprzednie zachowanie. W kolejnym dniu żeglugi łapią na lasso jelenia przepływającego przez rzekę. Gdy jeleń jest pieczony, Kay idzie się wykąpać. Matt spotyka ją gdy wraca. Zaczyna podejrzewać, że Kay go uwodzi, aby on wyrzekł się zemsty na Harrym. Próbuje to wykorzystać, ale Kay się opiera. Podczas tego, do ogniska zbliża się puma. Matt walczy z nią mając jedynie nóż. Wtedy pada strzał i puma pada martwa. Okazuje się, że zjawiło się dwóch mężczyzn. Jednym z nich jest właściciel działki, który ją przegrał z Harrym. Jest przekonany, że został oszukany. Proponuje też, że zabierze Kay do miasta. Ona odmawia. Dochodzi do bójki jednego z mężczyzn z Mattem. Ostatecznie Matt wygrywa i zabiera jednemu strzelbę. Mężczyźni oddalają się z częścią pieczeni. Podczas dalszej podróży doganiają tratwę Indianie. Rzucają na tratwę głazy i ostrzeliwują z łuków. W dogodnym miejscu próbują dopłynąć do tratwy. Jednak tratwa dociera do najbardziej niebezpiecznego miejsca i Indianie toną. Matt wpada do wody, ale dopływa do tratwy, która wreszcie wypływa na spokojne wody obok miasta. Kay prosi Matta o pozwolenie na rozmowę z Harrym. Wierzy, że Matt, przynajmniej częściowo, darowałby Harry’emu jego czyny, gdyby ten okazał skruchę. Matt się zgadza. Matt z synem idą do sklepu, gdzie znajomy sklepikarz godzi się na sprzedaż na kredyt. Kay idzie do knajpy, gdzie ma być Harry. Elegancko ubrany Harry mówi, że zarejestrował działkę, ale nie okazuje skruchy za okradzenie Matta, ani za to, że nie wrócił po Kay. Na spotkanie z Mattem chce iść z pistoletem. Na protesty Kay, odkłada pistolet. Gdy jednak zbliża się do Matta, wyciąga drugi, ukryty, i strzela do Matta. Matt chowa się. Harry chce drugi raz strzelić, gdy sam dostaje strzał w plecy. To strzelił syn Mark. Mark jest wstrząśnięty swoim czynem i teraz sam rozumie czyn ojca sprzed lat. Kay nie mając niczego, idzie do pobliskiego ‘saloonu’, gdzie przyjmuje pracę piosenkarki. Gdy śpiewa tytułową piosenkę „Rzeka bez powrotu” w oczach ma łzy. Do lokalu wchodzi Matt. Bierze Kay i zanosi na wóz. „Gdzie mnie zabierasz?” – pyta Kay. „Do domu.” – odpowiada Matt. Kay matczynym gestem przytula siedzącego obok niej Marka. Wóz rusza. Na szosie lądują wyrzucone z wozu czerwone buty Kay.